# Justin (Moesien)
Justin (altgriechisch Ἰουστίνος Iustinos; † 528) war ein General des Oströmischen Reiches, der unter der Herrschaft von Justinian I. (Regentschaft 527–565) als Befehlshaber am Donaulimes in Moesia Secunda diente.
Justin wird 528 als „Stratelates von Moesia“ erwähnt. Er führte wahrscheinlich den Titel eines Dux Moesiae Secundae und war im Rang eines magister militum. Er führte seine Truppen mit denen des Baduarius, Dux von Scythia Minor zusammen, um eine Gruppe fremder Invasoren abzuwehren, die Johannes Malalas als „Hunnen“ bezeichnet, während Theophanes sie Bulgaren nennt. Justin wurde in der Schlacht getötet. Ihm folgte in seinem Amt Constantiolus.